# Пристеновский
Пристеновский — хутор в Чернышковском районе Волгоградской области. Административный центр Пристеновского сельского поселения.  На 2017 год в хуторе числилось 2 улицы: Заречная, Центральная.

## География
Располагается на берегу реки Солоная. Находится в 52 км от посёлка городского типа Чернышковский и в 131 км от Волгограда. Высота центра селения над уровнем моря — 50 м.

## История
Хутор Пристеновский (Пристенский), основан в 1787 г. хорунжим Климом Пристонским. "В октябре 1787 года во время Кинбурн-Очаковской операции отличился хорунжий Клим Пристонский (Пристенский) в бою захватил турецкое знамя, позже ему за храбрость пожаловали земли на р. Солоная, где он и основал одноименный хутор".

## Население
| 2010 |
| ---- |
| 281  |